# 2-я городская клиническая больница
УЗ «2-я городская клиническая больница» — старейшее лечебное учреждение из ныне действующих больниц г. Минска, базовая клиника кафедры военно-полевой хирургии, 1-й кафедры внутренних болезней БГМУ, кафедры терапии БелМАПО.

## История
1793 год — учреждён Приказ общественного призрения.
1796 год — подготовка к открытию больницы.
1799 г. — основание больницы на 25 коек (при Свято-Троицком женском униатском монастыре). Средства на содержание определялись Приказом общественного призрения.
После реорганизации последних лет в больнице — 540 коек.

## Администрация
Главный врач — Прусевич Сергей Николаевич.
Заместитель главного врача по медицинской части — Маковская Анжелика Александровна.
Заместитель главного врач по медицинской экспертизе и реабилитации — Кунаш Иван Иванович.
Главная медицинская сестра — Валенкова Нина Леонидовна.

## Отделения и службы
Отделения
- Приёмное
- Анестезиологии и реанимации
- Хирургическое
  - Экстренное
  - Гнойное
- Пульмонологическое
- Ревматологические
- Кардиологические (№ 1 и № 2)
- Гастроэнтерологическое
- Неврологическое
- Вспомогательные лечебно-диагностические
  - Функциональной диагностики
  - Стерилизационно-дезинфекционное
  - Эндоскопическое
  - Физиотерапевтическое
  - Операционный блок
  - Клинико-диагностическая лаборатория
  - Аптека

Отдел лучевой диагностики
- - Рентгеновское отделение
  - кабинет ультразвуковой диагностики

Службы
- хирургическая
- терапевтическая

Услуги:
- Экстренная, гнойная хирургия
- Реанимация
- Кардиология
- Неврология
- Пульмонология
- Ревматология
- Гастроэнтерология
- Функциональная диагностика
- Клинико-диагностическая лаборатория
- Рентгенологическое отделение
- УЗИ
- Кабинет РКТ
- Радиоизотопная лаборатория
- Физиотерапевтическое отделение

## Кадровый состав
Кандидаты медицинских наук (Дягтерева О. В., Маковская А. А., Тарасевич М. И.), 10 врачей — Отличники здравоохранения, за выдающийся вклад в социально-экономическое развитие Республики Беларусь, по Указу Президента, были установлены персональные надбавки 3 врачам больницы.